# Instituto Internacional de Estudios Ligures
El Istituto Internazionale di Studi Liguri, o Instituto Internacional de Estudios Ligures como también se le llegó a conocer en español, es una entidad cultural italiana con sede edificio civil e histórico de Bordighera, en la provincia de Imperia. Este es un edificio del siglo XIX llegó a albergar el Hotel Scandinavia.

## Historia

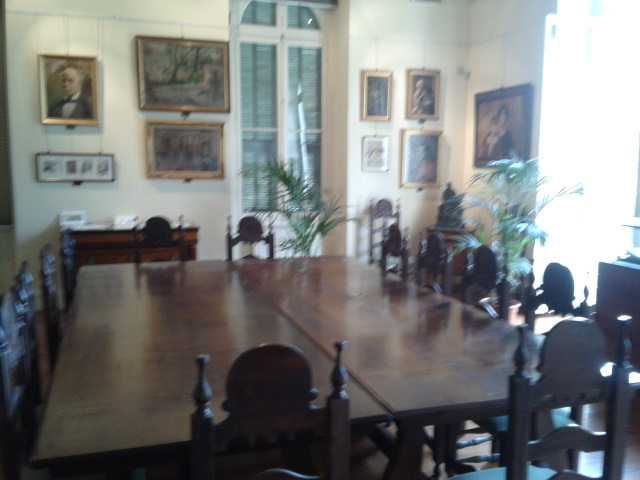
El interior del instituto

El nacimiento del Instituto Internacional de Estudios de Liguria se debe a la asociación entre Margaret Berry y Nino Lamboglia. Al principio existía el museo y biblioteca Clarence Bicknell creado por Clarence Bicknell en 1888. Cuando Bicknell murió en 1918, dejó el museo a la ciudad de Bordighera que decidió darle un nuevo destino. Afortunadamente, los nietos de Bicknell, Margaret y Edward Elhanan Berry, lucharon por mantener el museo intacto y después de cinco años obtuvieron una exención oficial del municipio. Así fue como, en 1924, el museo se transformó en un ente moral autónomo y, gracias a Berry, sus colecciones, en ese momento esencialmente ligadas a la botánica y la prehistoria, se ampliaron también para incluir el arte, la historia y las tradiciones locales.
El año 1932 es una fecha importante porque mientras Berry murió en Roma, en Albenga nació la primera asociación histórica de la Riviera, la Sociedad Histórico-Arqueológica Ingauna e Intemelia, llamada así en referencia a los ligures ingauni e intemelii originarios de las áreas de Albenga y Ventimiglia. Margaret fue uno de los primeros miembros adherentes y, de común acuerdo con el profesor Lamboglia, instaló la sede de la asociación en el museo Bicknell. Margaret se vio obligada a irse debido a la llegada del fascismo, que consideró que los inglese eran personas non grata. Parece que el día de la partida toda la ciudad estuvo presente para rendir homenaje a quienes se encontraban entre los mayores benefactores de Bordighera.
La transfusión de la Sociedad Histórico-Arqueológica Ingauna e Intemelia en el Instituto de Estudios Ligures se produce hacia 1937 y el profesor Nino Lamboglia se convierte en el responsable. En 1947 se añadió el epíteto "internacional", con el objetivo de fortalecer la cooperación entre los estudiosos de la costa italo-francesa.
El instituto es, de hecho, una asociación con fines culturales destinada a promover y estudiar la historia de Liguria y todas las regiones costeras del Mediterráneo que originalmente fueron pobladas por los ligures.
Actualmente cuenta con veintiún secciones, de las cuales dieciséis están en Italia, tres en Francia y dos en España. En Italia está particularmente activo en Liguria, Piamonte, Lombardía y el noroeste de Toscana (en las regiones que casi corresponden a los territorios anteriormente poblados por los ligures); en Francia es particularmente activo en el valle del Ródano y, en general, en el sur del país, dentro de los límites de la antigua Narbonne Galia.
El Instituto ha publicado un buen número de monografías y revistas, incluida la Rivista di studi liguri, un órgano internacional, y otras publicaciones menores específicamente italianas o francesas. Desde 2003 ha iniciado la publicación de una nueva revista, Ligures, que ha sustituido a algunas revistas publicadas por secciones únicas del Instituto y que consta de un solo tomo anual.
El Instituto organiza periódicamente congresos y conferencias internacionales.
El Instituto también tiene una valiosa colección de pinturas de Pompeo Mariani, Hermann Nestel, Friederich von Kleudgen y otros artistas, así como muebles del mobiliario de Villa Hanbury.

## Galería de imágenes

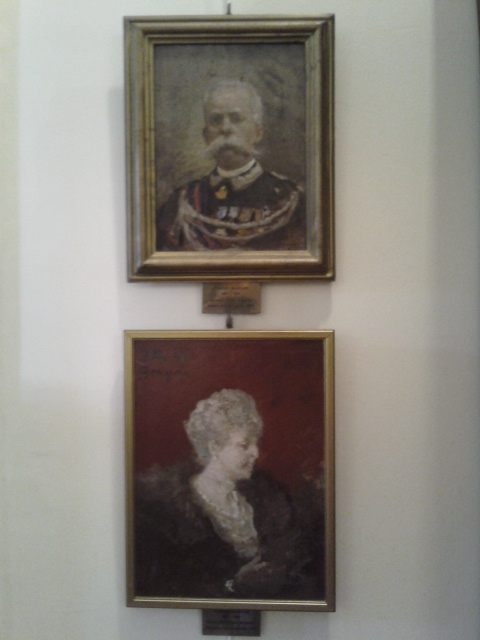
Retratos del rey Umberto I y la reina Margherita, pintados por Pompeo Mariani
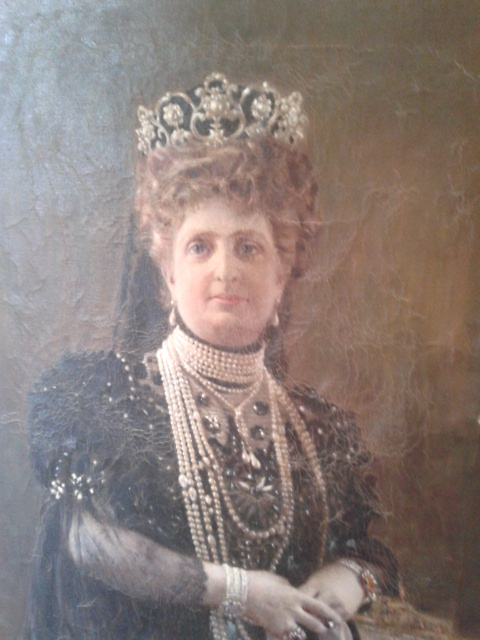
Retrato de la reina Margarita